# Књига комерц
Књига комерц је основана 1991. године у Београду. Објављује разноврсна едукативна и забавна дечја издања, енциклопедије и дела домаће и светске књижевности. Од 1994. у оквиру издавачке куће послује штампарија Деметра.
Међу издањима ове издавачке куће се издвајају дела популарних домаћих аутора Моме Капора, Мирослава Лазанског, Исидоре Бјелице и др.